# Adelaide United Football Club (femenino)
El Adelaide United Football Club es un club de fútbol femenino australiano con sede en Adelaida, Australia. Es la sección femenina del Adelaide United de la A-League masculina. Fue fundado en 2008 y juega en la A-League Women, máxima categoría del fútbol femenino en Australia. Juega como local en el Marden Sports Complex, con una capacidad de 6.000 espectadores.

## Temporadas
| Temporada | Posición | Eliminatorias |
| --------- | -------- | ------------- |
| 2008-09   | 8.º      | -             |
| 2009      | 7.º      | -             |
| 2010-11   | 7.º      | -             |
| 2011-12   | 7.º      | -             |
| 2012-13   | 8.º      | -             |
| 2013-14   | 6.º      | -             |
| 2014      | 7.º      | -             |
| 2015-16   | 5.º      | -             |
| 2016-17   | 6.º      | -             |
| 2017-18   | 9.º      | -             |
| 2018-19   | 6.º      | -             |
| 2019-20   | 8.º      | -             |
| 2020-21   | 5.º      | -             |
| 2021-22   | 3.º      | Semifinales   |
| 2022-23   | 8.º      | -             |